# West Finchley
West Finchley is een station van de metro van Londen aan de Northern Line. Het metrostation, dat in 1933 is geopend, ligt in de wijk Finchley.

## Geschiedenis
In 1872 opende de Great Northern Railway (GNR) een voorstadslijn (EH&LR) naar High Barnet echter zonder station bij West Finchley. In 1923 ging de GNR op in de Londen North Eastern Railway (LNER). In het interbellum werden veel nieuwe woonwijken opgetrokken, zo ook bij Finchley. Om de nieuwe wijken een aansluiting op de voorstadslijn te bieden werd een sober station opgetrokken dat op 1 maart 1933 werd geopend. Veel onderdelen zijn hergebruikte delen van stations in het noorden van Engeland. De voetgangersbrug zou afkomstig zijn van station Wintersett en Ryhill in Yorkshire, dat in 1930 is gesloten, hoewel de voetgangersbrug van dat station er op foto's niet hetzelfde uitziet. 
In 1933 werd het openbaar vervoer in Londen genationaliseerd in het London Passenger Transport Board, kortweg London Transport, dat in 1935 het Northern Heights-project ontvouwde. Dit hield in dat London Transport de reizigersdienst op de EH&LR zou overnemen van LNER en deze met elektrisch metromaterieel zou exploiteren. 
Het begin van de werkzaamheden in 1937 was ook aanleiding om de hele lijn Northern Line te noemen. De tunnel tussen Highgate en East Finchley waarmee de EH&LR werd verbonden met het metronet werd op 3 juli 1939 in gebruik genomen. Op 14 april 1940 was de elektrificatie tot High Barnet gereed en sindsdien doen de metro's van de Northeren Line ook West Finchley aan. De stoomdiensten van LNER tussen High Barnet en Finsbury Park reden nog tot 1941 tussen de metrodiensten door.

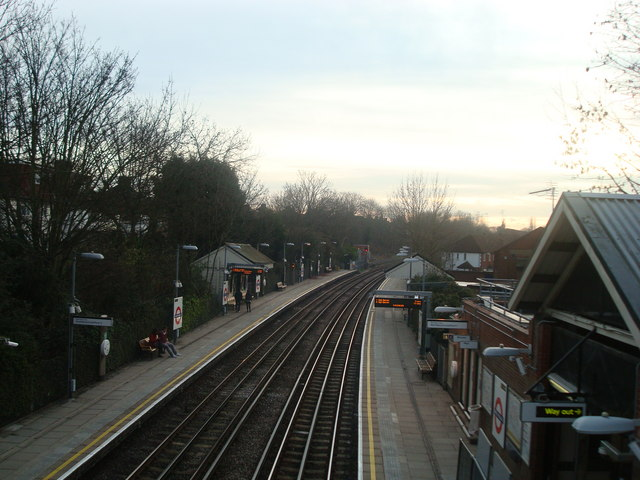
Een blik naar het zuiden vanaf de loopbrug..
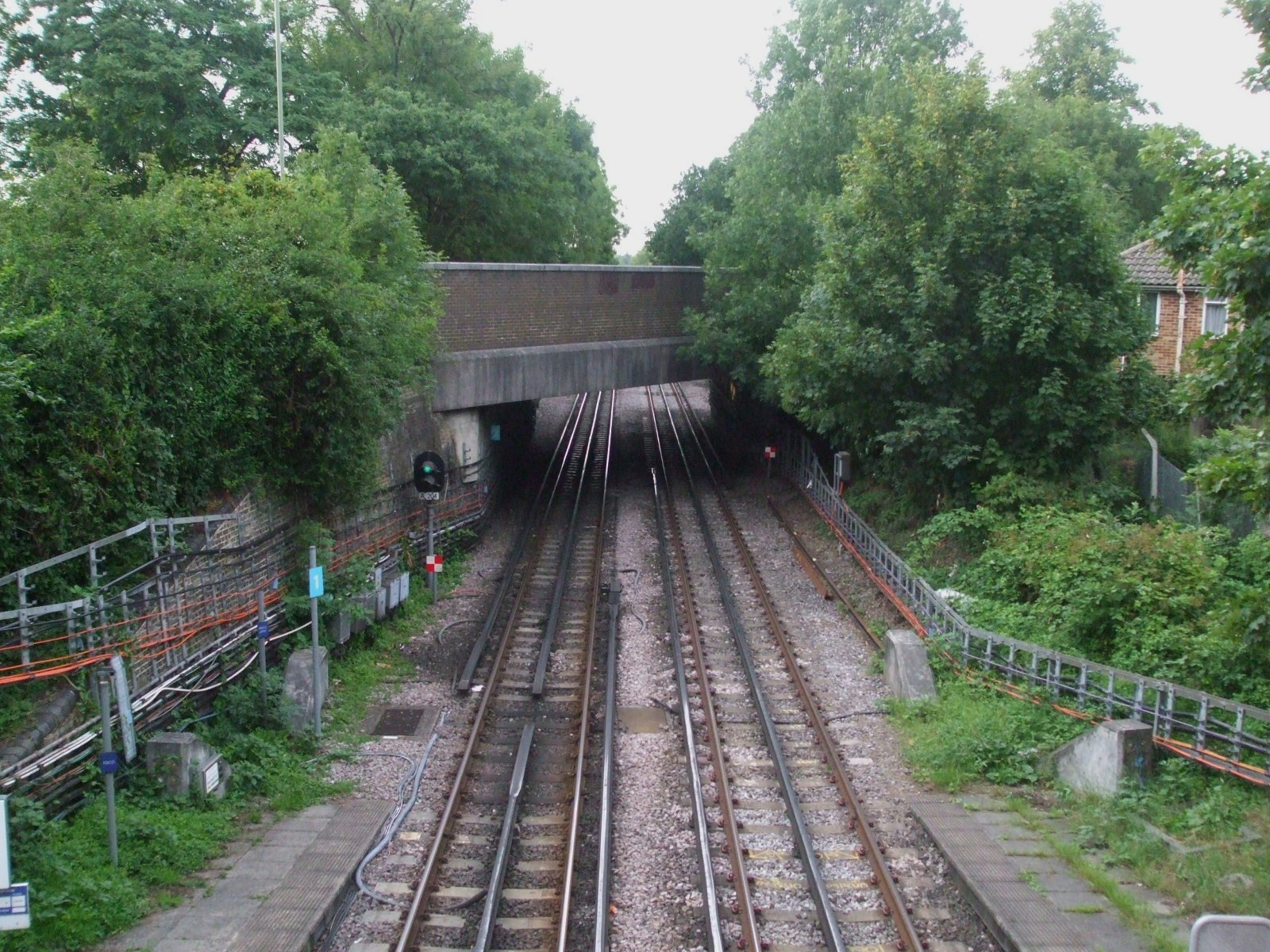
..en in de andere richting, de brug met Nether Street.
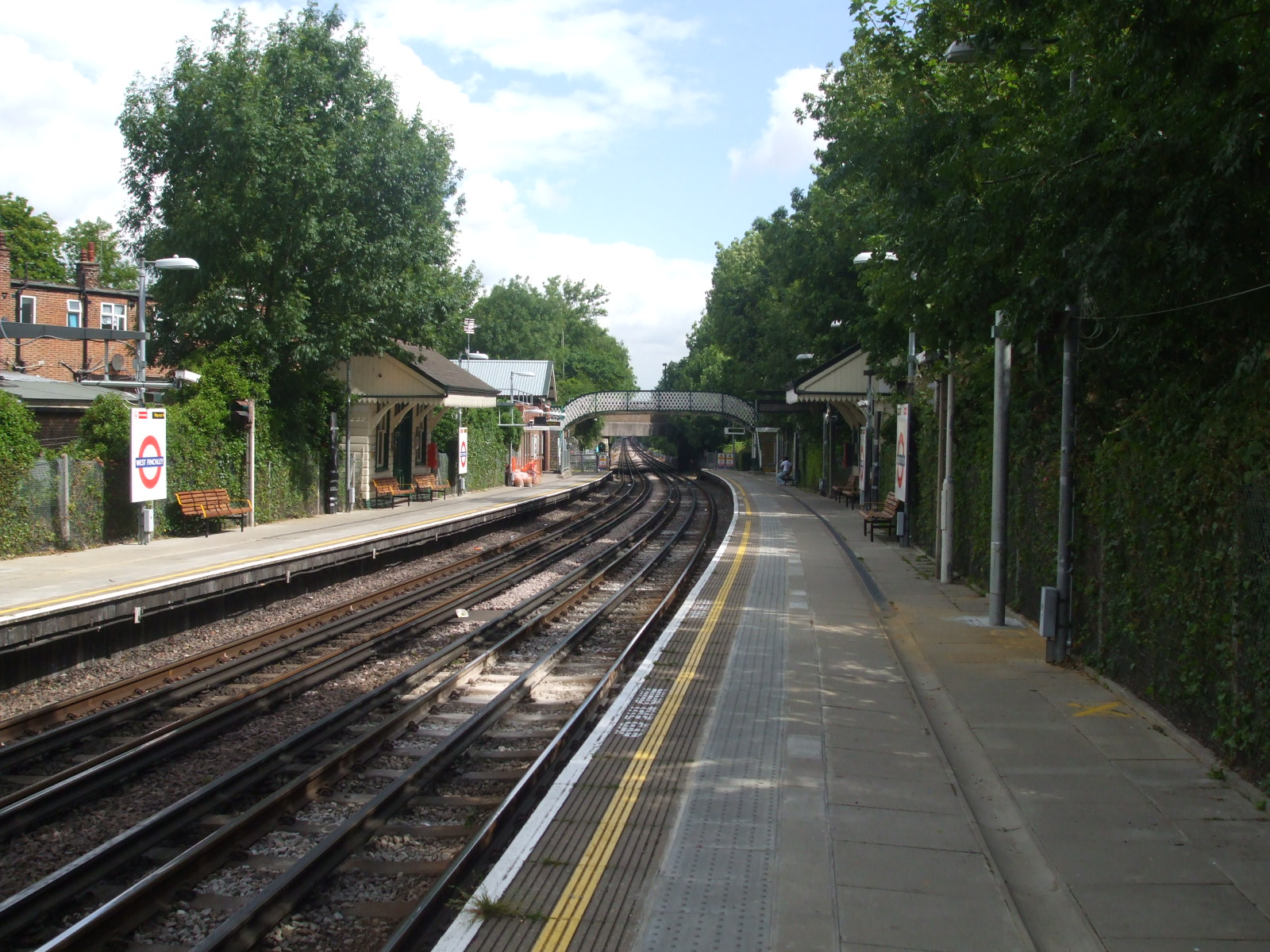
De sporen en perrons met abri's gezien uit het zuiden.

## Ligging en inrichting
De hoofdingang bevindt zich op de oostkop van een pad vanaf Nether Street. Het pad loopt door een tuin die niet toegankelijk is en door hekken van het pad gescheiden is. Het beschieden gebouw met kaartverkoop grenst direct aan het perron voor de metro's naar het noorden. Dat perron is dan ook rolstoeltoegankelijk, reizigers naar de stad moeten via een loopbrug naar het andere perron. Dat perron kent ook een eigen ingang naar de straat maar die is allen geoepend in de spitsuren. Deze kleine ingang was in de weken na de aanslagen in Londen op 7 juli 2005 om veiligheidsredenen gesloten. In juni 2007 kondigde London underground Limited de sluiting van de loketten aan omdat er steeds minder kaartjes via het loket verkocht werden en meer via de kaartautomaat. Ongeveer 40 stations, waaronder West Finchley, kregen vanaf maart 2008 te maken met de sluiting van loketten. De reizigersdienst rijdt elke 3 a 7 minuten tussen 06:09 en 00:13 in beide richtingen.